# Betesankwe
Betesankwe est une ville du Botswana.